# River Teviot
Der River Teviot, auch Teviot Water (Aussprache /ˈtiːvi.ət/), ist ein 67 km langer rechter Nebenfluss des River Tweed in der Region Scottish Borders in Schottland.

## Flusslauf
Der River Teviot hat seine Quelle in den westlichen Comb Hills an der Grenze zu Dumfries and Galloway. Von dort fließt er nach Nordwesten durch das Teviotdale, durch Hawick und Roxburgh, bevor er südöstlich von Kelso in den River Tweed mündet.
Der Fernwanderweg Borders Abbeys Way führt entlang des River Teviot bis zum Tweed.
Seine Zuflüsse sind unter anderem Allan Water, Borthwick Water, Slitrig Water, Ale Water, Jed Water und Kale Water, die beiden letzteren mit einer Länge von je 32 km.

## Bildergalerie

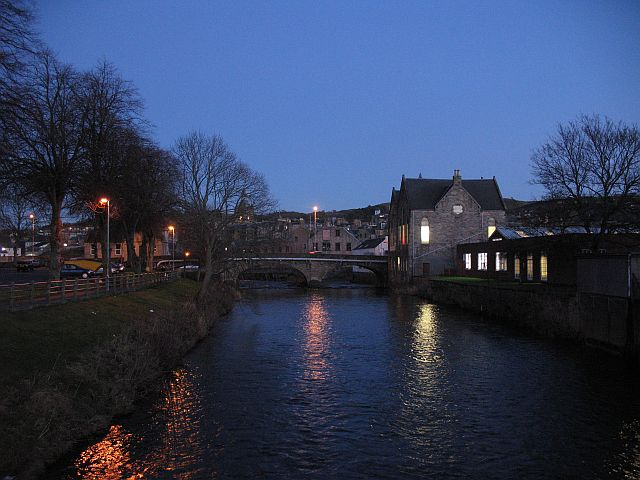
In Hawick
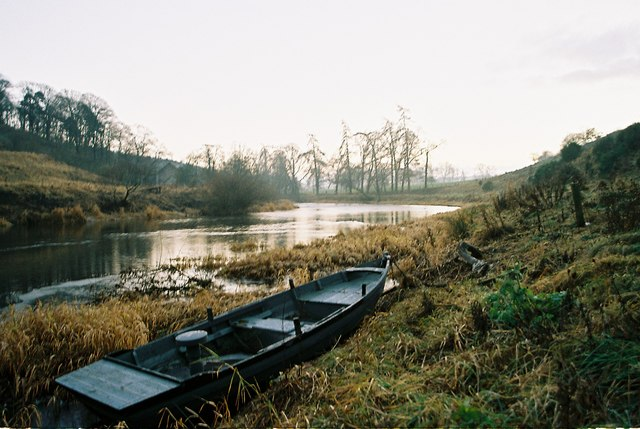
Bei Roxburgh
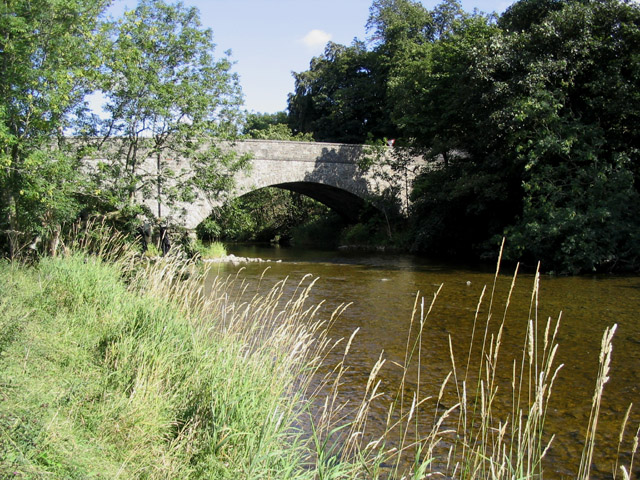
Martin’s Bridge
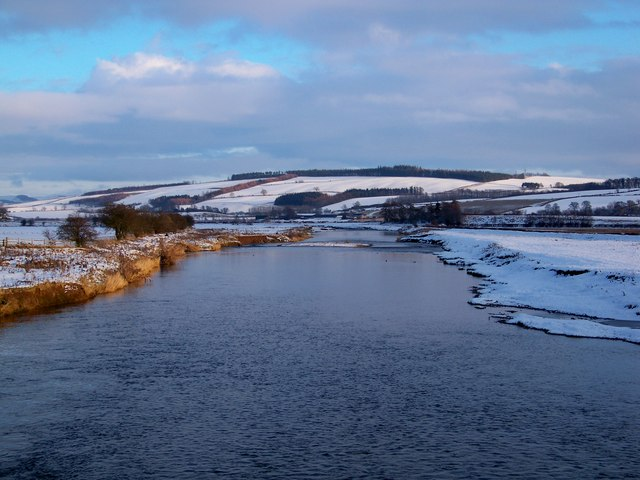
Winterstimmung